# Magyarország legnagyobb cégei
Ez a szócikk Magyarország legnagyobb cégeit tartalmazza több, különböző módszertannal készült lista szerint.

## Forbes Global 2000
A Forbes Global 2000 négy mérőszám felhasználásával rangsorolja a világ legnagyobb vállalatait: értékesítés, nyereség, eszközök és piaci érték.

### 2021
A 2022-ben publikált lista a 2021-es adatokon alapul. A világ 2000 legnagyobb cége között ez alapján két magyarországi cég szerepel.
| Helyezés (Mo.) | Helyezés (világ) | Név               | Értékesítés (Mrd USD) | Nyereség (Mrd USD) | Eszközök (Mrd USD) | Piaci érték (Mrd USD) |
| -------------- | ---------------- | ----------------- | --------------------- | ------------------ | ------------------ | --------------------- |
| 1              | 958              | MOL Hungarian Oil | 19,64                 | 1,73               | 20,04              | 7,08                  |
| 2              | 1007             | OTP Bank          | 5,8                   | 1,5                | 85,02              | 8,49                  |

### 2023
A 2024-ben publikált lista a 2023-as adatokon alapul. A világ 2000 legnagyobb cége között ez alapján három magyarországi cég szerepelt.
| Helyezés (Mo.) | Helyezés (világ) | Név               | Értékesítés (Mrd USD) | Nyereség (Mrd USD) | Eszközök (Mrd USD) | Piaci érték (Mrd USD) |
| -------------- | ---------------- | ----------------- | --------------------- | ------------------ | ------------------ | --------------------- |
|                | 957              | MOL Hungarian Oil | 25,3                  | 1,3                | 22,1               | 5,5                   |
|                | 562              | OTP Bank          | 11,8                  | 2,9                | 113,7              | 13,6                  |
|                | 1871             | MBH Bank          | 3,9                   | 0,519              | 32,1               | 6,8                   |

## Coface CEE Top 500 rangsor
A Coface hitelbiztosító évente jelenteti meg a Közép- és Kelet-Európa (KKE) 500 legnagyobb vállalatát bemutató rangsort.  A kiadvány módszertana szerint pénzügyi szolgáltató cégekre (bankok, biztosítók, lízingcégek) nem terjed ki.

### 2021
2022-ben jelent meg a 14. kiadás, mely a 2021-es árbevétel alapján rangsorolja a régió cégeit. Az alábbi lista ezen kiadvány alapján tartalmazza Magyarország legnagyobb vállalatait. A 2021-es adatok alapján a régió 500 legnagyobb cége között 64 magyar cég szerepelt.
| Helyezés (Mo.) | Helyezés (KKE) | Név                                                                     | Ágazat                                                     | Forgalom (M EUR) | Nettó nyereség (M EUR) | Foglalkoztatás (fő) |
| -------------- | -------------- | ----------------------------------------------------------------------- | ---------------------------------------------------------- | ---------------- | ---------------------- | ------------------- |
| 1              | 3              | MOL Magyar Olaj- és Gázipari Nyrt.                                      | ásványok, vegyszerek, kőolaj, műanyagok és gyógyszerek     | 16 142           | 1484                   | 24 649              |
| 2              | 10             | MVM Energetika Zrt.                                                     | pénzügyi szolgáltatások                                    | 7722             | −3                     | 17 048              |
| 3              | 11             | Audi Hungaria Zrt.                                                      | gépjárművek, motorkerékpárok, egyéb járművek és közlekedés | 7717             | 332                    | 12 831              |
| 4              | 24             | Robert Bosch Elektronika Gyártó Kft.                                    | elektronika, információ és távközlés                       | 4780             | 96                     | 16 323              |
| 5              | 32             | MVM CEEnergy Zrt.                                                       | közművek és közszolgáltatások                              | 4299             | 17                     | 111                 |
| 6              | 46             | Samsung Electronics Magyar Zrt.                                         | elektronika, információ és távközlés                       | 3258             | 113                    | 1497                |
| 7              | 49             | Mercedes-Benz Manufacturing Hungary Kft.                                | gépjárművek, motorkerékpárok, egyéb járművek és közlekedés | 3095             | 68                     | 4675                |
| 8              | 52             | MVM Partner Energiakereskedelmi Zrt.                                    | közművek és közszolgáltatások                              | 2947             | −41                    | 135                 |
| 9              | 56             | MAVIR Magyar Villamosenergia-ipari Átviteli Rendszerirányító Zrt.       | közművek és közszolgáltatások                              | 2902             | 23                     | 715                 |
| 10             | 66             | BorsodChem Zrt.                                                         | ásványok, vegyszerek, kőolaj, műanyagok és gyógyszerek     | 2688             | 620                    | 3625                |
| 11             | 73             | MVM Next Energiakereskedelmi Zrt.                                       | közművek és közszolgáltatások                              | 2569             | 2                      | 320                 |
| 12             | 89             | Országos Dohányboltellátó Kft.                                          | mezőgazdaság, hús, mezőgazdasági élelmiszer és borok       | 2333             | 18                     | 622                 |
| 13             | 98             | Samsung SDI Magyarország Gyártó és Értékesítő Zrt.                      | elektronika, információ és távközlés                       | 2059             | 42                     | 2541                |
| 14             | 102            | Lidl Magyarország Kereskedelmi Bt.                                      | nem szakosodott kereskedelem                               | 2026             | 90                     | 6910                |
| 15             | 109            | Continental Automotive Hungary Kft.                                     | elektronika, információ és távközlés                       | 1905             | −22                    | 6739                |
| 16             | 110            | Szerencsejáték Zrt.                                                     | egyéb                                                      | 1900             | 71                     | 1847                |
| 17             | 115            | Flextronics International Termelő és Szolgáltató Vámszabadterületi Kft. | elektronika, információ és távközlés                       | 1862             | 38                     | 6253                |
| 18             | 118            | Harman Becker Gépkocsirendszer Gyártó Kft.                              | elektronika, információ és távközlés                       | 1831             | 59                     | 3783                |
| 19             | 121            | SPAR Magyarország Kereskedelmi Kft.                                     | nem szakosodott kereskedelem                               | 1798             | 14                     | 13 628              |
| 20             | 126            | Magyar Suzuki Zrt.                                                      | gépjárművek, motorkerékpárok, egyéb járművek és közlekedés | 1754             | 49                     | 2889                |
| 21             | 131            | MOL Petrolkémia Zrt.                                                    | ásványok, vegyszerek, kőolaj, műanyagok és gyógyszerek     | 1711             | 336                    | 1116                |
| 22             | 134            | Richter Gedeon Vegyészeti Gyár Nyrt.                                    | ásványok, vegyszerek, kőolaj, műanyagok és gyógyszerek     | 1703             | 382                    | 12 546              |
| 23             | 136            | TESCO-GLOBAL Áruházak Zrt.                                              | nem szakosodott kereskedelem                               | 1692             | 35                     | 9435                |
| 24             | 153            | OMV Hungária Ásványolaj Kft.                                            | ásványok, vegyszerek, kőolaj, műanyagok és gyógyszerek     | 1522             | 58                     | 59                  |
| 25             | 159            | Magyar Telekom Távközlési Nyrt.                                         | elektronika, információ és távközlés                       | 1485             | 148                    | 6932                |
| 26             | 178            | Cloud Network Technology Kft.                                           | elektronika, információ és távközlés                       | 1337             | 64                     | 573                 |
| 27             | 183            | Uniper Hungary Energetikai Kft.                                         | közművek és közszolgáltatások                              | 1301             | 22                     | 32                  |
| 28             | 213            | Hungaropharma Gyógyszerkereskedelmi Zrt.                                | ásványok, vegyszerek, kőolaj, műanyagok és gyógyszerek     | 1132             | 10                     | 677                 |
| 29             | 217            | KITE Mezőgazdasági Szolgáltató és Kereskedelmi Zrt.                     | mechanika és precízió                                      | 1110             | 19                     | 1631                |
| 30             | 223            | Porsche Hungaria Kereskedelmi Kft.                                      | gépjárművek, motorkerékpárok, egyéb járművek és közlekedés | 1086             | 13                     | 289                 |
| 31             | 229            | Jabil Circuit Magyarország Szerződéses Gyártó Kft.                      | elektronika, információ és távközlés                       | 1049             | 16                     | 3578                |
| 32             | 231            | Phoenix Pharma Gyógyszerkereskedelmi Zrt.                               | ásványok, vegyszerek, kőolaj, műanyagok és gyógyszerek     | 1036             | 17                     | 605                 |
| 33             | 250            | Nemzeti Útdíjfizetési Szolgáltató Zrt.                                  | gépjárművek, motorkerékpárok, egyéb járművek és közlekedés | 974              | 5                      | 681                 |
| 34             | 257            | Auchan Magyarország Kereskedelmi és Szolgáltató Kft.                    | nem szakosodott kereskedelem                               | 960              | 22                     | 6282                |
| 35             | 258            | Vertis Környezetvédelmi Pénzügyi Zrt.                                   | pénzügyi szolgáltatások                                    | 953              | 7                      | 63                  |
| 36             | 280            | Toyota Central Europe - Hungary Kft.                                    | gépjárművek, motorkerékpárok, egyéb járművek és közlekedés | 891              | 17                     | 44                  |
| 37             | 283            | Viterra Hungary Kft.                                                    | mezőgazdaság, hús, mezőgazdasági élelmiszer és borok       | 882              | 37                     | 102                 |
| 38             | 286            | Bunge Növényolajipari Zrt.                                              | mezőgazdaság, hús, mezőgazdasági élelmiszer és borok       | 878              | 22                     | 495                 |
| 39             | 287            | Shell Hungary Kereskedelmi Zrt.                                         | ásványok, vegyszerek, kőolaj, műanyagok és gyógyszerek     | 877              | 15                     | 88                  |
| 40             | 289            | Penny-Market Kereskedelmi Kft.                                          | nem szakosodott kereskedelem                               | 871              | 12                     | 4988                |
| 41             | 298            | Aldi Magyarország Élelmiszer Kereskedelmi Bt.                           | nem szakosodott kereskedelem                               | 854              | 23                     | 4376                |
| 42             | 306            | MET Magyarország Energiakereskedő Zrt.                                  | közművek és közszolgáltatások                              | 825              | 1                      | 55                  |
| 43             | 308            | Duna Aszfalt Út és Mélyépítő Zrt.                                       | építés                                                     | 822              | 90                     | 1258                |
| 44             | 317            | Opus Global Nyrt.                                                       | pénzügyi szolgáltatások                                    | 799              | 112                    | 4649                |
| 45             | 318            | E.ON Energiamegoldások Kft.                                             | közművek és közszolgáltatások                              | 798              | −40                    | 247                 |
| 46             | 329            | Market Építő Zrt.                                                       | építés                                                     | 783              | 99                     | 485                 |
| 47             | 331            | Vodafone Magyarország Távközlési Zrt.                                   | elektronika, információ és távközlés                       | 780              | −20                    | 2708                |
| 48             | 347            | Schaeffler Savaria Kft.                                                 | gépjárművek, motorkerékpárok, egyéb járművek és közlekedés | 744              | 10                     | 3315                |
| 49             | 376            | Philip Morris Magyarország Cigaretta Kereskedelmi Kft.                  | mezőgazdaság, hús, mezőgazdasági élelmiszer és borok       | 704              | 4                      | 166                 |
| 50             | 380            | Sanofi-Aventis Magyarország Kereskedelmi és Szolgáltató Zrt.            | ásványok, vegyszerek, kőolaj, műanyagok és gyógyszerek     | 706              | 67                     | 243                 |
| 51             | 383            | Michelin Hungária Abroncsgyártó Kft.                                    | gépjárművek, motorkerékpárok, egyéb járművek és közlekedés | 698              | 50                     | 1326                |
| 52             | 387            | Hankook Tire Magyarország Gyártó és Kereskedelmi Kft.                   | gépjárművek, motorkerékpárok, egyéb járművek és közlekedés | 693              | 151                    | 2763                |
| 53             | 416            | SE-CEE Schneider Electric Közép-Kelet Európai Kft.                      | gépjárművek, motorkerékpárok, egyéb járművek és közlekedés | 660              | 16                     | 376                 |
| 54             | 427            | Denso Gyártó Magyarország Kft.                                          | gépjárművek, motorkerékpárok, egyéb járművek és közlekedés | 641              | 8                      | 3488                |
| 55             | 429            | ELMŰ-ÉMÁSZ Energiakereskedő Kft.                                        | közművek és közszolgáltatások                              | 640              | 1                      | 175                 |
| 56             | 436            | Lear Corporation Hungary Autóipari Gyártó Kft.                          | gépjárművek, motorkerékpárok, egyéb járművek és közlekedés | 631              | 23                     | 1916                |
| 57             | 439            | NI Hungary Software és Hardware Gyártó Kft.                             | elektronika, információ és távközlés                       | 629              |                        |                     |
| 58             | 441            | Magyar Posta Zrt.                                                       | elektronika, információ és távközlés                       | 626              | 40                     | 28 171              |
| 59             | 446            | Apcom CE Kereskedelmi Kft.                                              | elektronika, információ és távközlés                       | 621              | 20                     | 99                  |
| 60             | 450            | Cargill Magyarország Kereskedelmi Zrt.                                  | mezőgazdaság, hús, mezőgazdasági élelmiszer és borok       | 614              | 0                      | 363                 |
| 61             | 454            | thyssenkrupp Components Technology Hungary Kft.                         | üzleti és személyes szolgáltatások                         | 610              | 32                     | 2493                |
| 62             | 462            | Videoton Holding Zrt.                                                   | üzleti és személyes szolgáltatások                         | 595              | 51                     | 8925                |
| 63             | 466            | Waberer’s International Nyrt.                                           | gépjárművek, motorkerékpárok, egyéb járművek és közlekedés | 591              | 18                     | 5857                |
| 64             | 500            | TEVA Gyógyszergyár Zrt.                                                 | ásványok, vegyszerek, kőolaj, műanyagok és gyógyszerek     | 559              | 386                    | 2113                |

### 2022
A 2022-es adatok alapján a régió 500 legnagyobb cége között 54 magyar cég szerepelt (az egy évvel korábbinál 10-zel kevesebb).
| Helyezés (Mo.) | Helyezés (KKE) | Név                                                                     | Ágazat                                                     | Forgalom (M EUR) | Nettó nyereség (M EUR) | Foglalkoztatás (fő) |
| -------------- | -------------- | ----------------------------------------------------------------------- | ---------------------------------------------------------- | ---------------- | ---------------------- | ------------------- |
| 1              | 3              | MOL Magyar Olaj- és Gázipari Nyrt.                                      | ásványok, vegyszerek, kőolaj, műanyagok és gyógyszerek     | 24 617           | 2276                   | 24 171              |
| 2              | 4              | MVM Energetika Zrt.                                                     | pénzügyi szolgáltatások                                    | 19 078           | 181                    | 18 042              |
| 3              | 14             | Audi Hungaria Zrt.                                                      | gépjárművek, motorkerékpárok, egyéb járművek és közlekedés | 8436             | 343                    | 12 848              |
| 4              | 20             | MAVIR Magyar Villamosenergia-ipari Átviteli Rendszerirányító Zrt.       | közművek és közszolgáltatások                              | 7479             | 24                     | 748                 |
| 5              | 33             | Robert Bosch Elektronika Gyártó Kft.                                    | elektronika, információ és távközlés                       | 5793             | 129                    | 17 311              |
| 6              | 52             | Samsung SDI Magyarország Gyártó és Értékesítő Zrt.                      | elektronika, információ és távközlés                       | 4075             | 77                     | 2674                |
| 7              | 56             | Mercedes-Benz Manufacturing Hungary Kft.                                | gépjárművek, motorkerékpárok, egyéb járművek és közlekedés | 3972             | 92                     | 4827                |
| 8              | 57             | Uniper Hungary Energetikai Kft.                                         | közművek és közszolgáltatások                              | 3966             | 32                     | 35                  |
| 9              | 68             | BorsodChem Zrt.                                                         | ásványok, vegyszerek, kőolaj, műanyagok és gyógyszerek     | 3427             | 254                    | 3728                |
| 10             | 87             | Samsung Electronics Magyar Zrt.                                         | elektronika, információ és távközlés                       | 2946             | 141                    | 1398                |
| 11             | 110            | Lidl Magyarország Kereskedelmi Bt.                                      | nem szakosodott kereskedelem                               | 2429             | 63                     | 8167                |
| 12             | 111            | Országos Dohányboltellátó Kft.                                          | mezőgazdaság, hús, mezőgazdasági élelmiszer és borok       | 2333             | 18                     | 622                 |
| 13             | 121            | Harman Becker Gépkocsirendszer Gyártó Kft.                              | elektronika, információ és távközlés                       | 2310             | 9                      | 3951                |
| 14             | 132            | Magyar Suzuki Zrt.                                                      | gépjárművek, motorkerékpárok, egyéb járművek és közlekedés | 2145             | 23                     | 2847                |
| 15             | 133            | Vertis Környezetvédelmi Pénzügyi Zrt.                                   | pénzügyi szolgáltatások                                    | 2114             | 12                     | 98                  |
| 16             | 138            | Szerencsejáték Zrt.                                                     | egyéb                                                      | 2052             | 65                     | 1886                |
| 17             | 143            | Richter Gedeon Vegyészeti Gyár Nyrt.                                    | ásványok, vegyszerek, kőolaj, műanyagok és gyógyszerek     | 2003             | 392                    | 12 180              |
| 18             | 147            | E.ON Energiamegoldások Kft.                                             | közművek és közszolgáltatások                              | 1968             | −46                    | 337                 |
| 19             | 152            | SPAR Magyarország Kereskedelmi Kft.                                     | nem szakosodott kereskedelem                               | 1911             | −33                    | 14 409              |
| 20             | 162            | Flextronics International Termelő és Szolgáltató Vámszabadterületi Kft. | elektronika, információ és távközlés                       | 1871             | 24                     | 6951                |
| 21             | 164            | Magyar Telekom Távközlési Nyrt.                                         | elektronika, információ és távközlés                       | 1863             | 167                    | 6737                |
| 22             | 173            | TESCO-GLOBAL Áruházak Zrt.                                              | nem szakosodott kereskedelem                               | 1804             | 49                     | 11 131              |
| 23             | 185            | OMV Hungária Ásványolaj Kft.                                            | ásványok, vegyszerek, kőolaj, műanyagok és gyógyszerek     | 1639             | −72                    | 60                  |
| 24             | 187            | Jabil Circuit Magyarország Szerződéses Gyártó Kft.                      | elektronika, információ és távközlés                       | 1633             | 13                     | 3637                |
| 25             | 188            | Cloud Network Technology Kft.                                           | elektronika, információ és távközlés                       | 1627             | −2                     | 648                 |
| 26             | 202            | KITE Mezőgazdasági Szolgáltató és Kereskedelmi Zrt.                     | mechanika és precízió                                      | 1523             | 63                     | 1675                |
| 27             | 208            | Continental Automotive Hungary Kft.                                     | elektronika, információ és távközlés                       | 1467             | −16                    | 6379                |
| 28             | 237            | E2 Hungary Energiakereskedelmi és Szolgáltató Kft.                      | közművek és közszolgáltatások                              | 1336             | 3                      | 136                 |
| 29             | 246            | Opus Global Nyrt.                                                       | pénzügyi szolgáltatások                                    | 1282             | 55                     | 4665                |
| 30             | 278            | Hungaropharma Gyógyszerkereskedelmi Zrt.                                | ásványok, vegyszerek, kőolaj, műanyagok és gyógyszerek     | 1150             | 13                     | 914                 |
| 31             | 286            | Bunge Növényolajipari Zrt.                                              | mezőgazdaság, hús, mezőgazdasági élelmiszer és borok       | 1119             | 84                     | 504                 |
| 32             | 288            | Shell Hungary Kereskedelmi Zrt.                                         | ásványok, vegyszerek, kőolaj, műanyagok és gyógyszerek     | 1114             | −33                    | 93                  |
| 33             | 291            | Viterra Hungary Kft.                                                    | mezőgazdaság, hús, mezőgazdasági élelmiszer és borok       | 1111             | 84                     | 101                 |
| 34             | 293            | GE Hungary Ipari és Kereskedelmi Kft.                                   | mechanika és precízió                                      | 1103             | 299                    | 1613                |
| 35             | 302            | Phoenix Pharma Gyógyszerkereskedelmi Zrt.                               | ásványok, vegyszerek, kőolaj, műanyagok és gyógyszerek     | 1055             | 16                     | 657                 |
| 36             | 305            | Porsche Hungaria Kereskedelmi Kft.                                      | gépjárművek, motorkerékpárok, egyéb járművek és közlekedés | 1051             | 4                      | 78                  |
| 37             | 311            | Aldi Magyarország Élelmiszer Kereskedelmi Bt.                           | nem szakosodott kereskedelem                               | 1041             | 15                     | 4404                |
| 38             | 326            | Penny-Market Kereskedelmi Kft.                                          | nem szakosodott kereskedelem                               | 1009             | 0                      | 5054                |
| 39             | 329            | MET Magyarország Energiakereskedő Zrt.                                  | közművek és közszolgáltatások                              | 995              | 1                      | 56                  |
| 40             | 340            | Budapesti Erőmű Zrt.                                                    | közművek és közszolgáltatások                              | 969              | 49                     | 224                 |
| 41             | 342            | Nemzeti Útdíjfizetési Szolgáltató Zrt.                                  | gépjárművek, motorkerékpárok, egyéb járművek és közlekedés | 964              | 49                     | 641                 |
| 42             | 365            | SK ON Hungary Kft.                                                      | elektronika, információ és távközlés                       | 902              | 14                     | 1410                |
| 43             | 375            | Michelin Hungária Abroncsgyártó Kft.                                    | gépjárművek, motorkerékpárok, egyéb járművek és közlekedés | 886              | 57                     | 1355                |
| 44             | 377            | Auchan Magyarország Kereskedelmi és Szolgáltató Kft.                    | nem szakosodott kereskedelem                               | 883              | −4                     | 6310                |
| 45             | 407            | Apcom CE Kereskedelmi Kft.                                              | elektronika, információ és távközlés                       | 839              | 28                     | 117                 |
| 46             | 411            | Schaeffler Savaria Kft.                                                 | gépjárművek, motorkerékpárok, egyéb járművek és közlekedés | 834              | 18                     | 3314                |
| 47             | 414            | Valeo Eautomotive Hungary Kft.                                          | gépjárművek, motorkerékpárok, egyéb járművek és közlekedés | 831              | −18                    | 727                 |
| 48             | 435            | MÁV Magyar Államvasutak Zrt.                                            | gépjárművek, motorkerékpárok, egyéb járművek és közlekedés | 802              | 48                     | 54 473              |
| 49             | 442            | Philip Morris Magyarország Cigaretta Kereskedelmi Kft.                  | mezőgazdaság, hús, mezőgazdasági élelmiszer és borok       | 792              | 9                      | 172                 |
| 50             | 443            | Audax Renewables Kft.                                                   | közművek és közszolgáltatások                              | 787              | −7                     | 194                 |
| 51             | 455            | Hankook Tire Magyarország Gyártó és Kereskedelmi Kft.                   | gépjárművek, motorkerékpárok, egyéb járművek és közlekedés | 764              | 172                    | 2850                |
| 52             | 458            | Market Építő Zrt.                                                       | építés                                                     | 763              | 86                     | 483                 |
| 53             | 463            | BYD Smart Device Hungary Kft.                                           | elektronika, információ és távközlés                       | 756              | 6                      | 180                 |
| 54             | 481            | Vodafone Magyarország Távközlési Zrt.                                   | elektronika, információ és távközlés                       | 737              | −127                   | 3059                |

## HVG Top 500
A HVG Top 500 árbevétel alapján rangsorolja az 500 legnagyobb magyar céget.

### 2020
| Helyezés | Név                                      |
| -------- | ---------------------------------------- |
| 1        | MOL Magyar Olaj- és Gázipari Nyrt.       |
| 2        | Audi Hungaria Zrt.                       |
| 3        | MVM Energetika Zrt.                      |
| 4        | Mercedes-Benz Manufacturing Hungary Kft. |
| 5        | Samsung Electronics Magyar Zrt.          |
| 6        | Tradis Kft.                              |
| 7        | Országos Dohányboltellátó Kft.           |
| 8        | MVM Next Energiakereskedelmi Zrt.        |
| 9        | Magyar Telekom Távközlési Nyrt.          |
| 10       | Lidl Magyarország Bt.                    |

## Forbes magyar 100
A Forbes magyar 100 listája a 100 legértékesebb 100 százalékban magyar kézben levő vállalatot tartalmazza. Ennek megfelelően csak azokat a cégeket tartalmazza, ahol kimutathatóan 100%-ban magyar magánszemélyek a tulajdonosok, így nem szerepelnek rajta a tőzsdén jegyzett vállalatok sem.

### 2016
A lista a 2016-2017-es üzleti év adatain alapul, az akkori állapotot mutatja.
| Helyezés | Név                     | Iparág         | Érték (Mrd Ft) | Árbevétel (Mrd Ft) | Munkavállalók (fő) | Székhely             |
| -------- | ----------------------- | -------------- | -------------- | ------------------ | ------------------ | -------------------- |
| 1        | Videoton Holding        | gyártás        | 231,4          | 171                | 8769               | Székesfehérvár       |
| 2        | Gattyán Group           | IT             | 188,6          | 89                 | 600                | Luxemburg / Budapest |
| 3        | MPF Holding             | gyártás        | 151,5          | 165                | 754                | Szingapúr / Budapest |
| 4        | Bonafarm csoport        | élelmiszeripar | 127,3          | 170                | 6000               | Budapest             |
| 5        | Gránit-Pólus csoport    | ingatlan       | 123,5          | 123,5              | NA                 | Budapest             |
| 6        | Dayton Invest Kft.      | ingatlan       | 97,4           | 97,4               | NA                 | Budapest             |
| 7        | Jász-Plasztik Kft.      | gyártás        | 88,7           | 126,5              | 2792               | Jászberény           |
| 8        | Nitrogénművek csoport   | vegyipar       | 74,2           | 92,3               | 769                | Pétfürdő             |
| 9        | Futureal-Cordia csoport | ingatlan       | 71,2           | 71,2               | NA                 | Budapest             |
| 10       | Mastergood csoport      | élelmiszeripar | 69             | 108,1              | 8769               | Kisvárda             |

## Bespoke Engineers gyűjtése - 2024
A Bespoke Engineers árbevétel alapján rangsorolja Magyarország legnagyobb vállalatait. A 2024-ben publikált lista a 2023-es adatokon alapul.
| #Nr. | Cégnév                                          | Iparág                                                                   | Árbevétel [Mrd. HUF] |
| ---- | ----------------------------------------------- | ------------------------------------------------------------------------ | -------------------- |
| 1    | MOL Nyrt.                                       | Mining, Quarrying, and Oil and Gas Extraction                            | 9 532,2              |
| 2    | MVM CEEnergy Zrt.                               | Utilities                                                                | 5 647,4              |
| 3    | Audi Hungaria Zrt.                              | Manufacturing                                                            | 3 207,4              |
| 4    | MAVIR Zrt.                                      | Utilities                                                                | 2 885,3              |
| 5    | MVM Partner Zrt.                                | Utilities                                                                | 2 593,6              |
| 6    | MVM Next Energiakereskedelmi Zrt.               | Utilities                                                                | 2 313,7              |
| 7    | Uniper Hungary Kft.                             | Utilities                                                                | 1 545,4              |
| 8    | Samsung SDI Magyarorszag Zrt.                   | Manufacturing                                                            | 1 537,8              |
| 9    | OTP Bank Nyrt.                                  | Finance and Insurance                                                    | 1 530,9              |
| 10   | Mercedes-Benz Manufacturing Hungary Kft.        | Manufacturing                                                            | 1 512,2              |
| 11   | BorsodChem Zrt.                                 | Utilities                                                                | 1 169,2              |
| 12   | Samsung Zrt.                                    | Manufacturing                                                            | 1 143,4              |
| 13   | Citibank Europe plc. Fioktelepe                 | Finance and Insurance                                                    | 1 076,2              |
| 14   | Harman Becker Kft.                              | Manufacturing                                                            | 874,8                |
| 15   | Magyar Telekom Nyrt.                            | Information                                                              | 866,6                |
| 16   | Gedeon Richter Nyrt.                            | Manufacturing                                                            | 833,8                |
| 17   | Vertis Zrt.                                     | Wholesale Trade                                                          | 820,0                |
| 18   | Magyar Suzuki Zrt.                              | Manufacturing                                                            | 819,5                |
| 19   | E.On Energiamegoldasok Kft.                     | Professional, Scientific, and Technical Services                         | 764,1                |
| 20   | Tesco-Global Zrt.                               | Retail Trade                                                             | 763,7                |
| 21   | SPAR Magyarorszag Kft.                          | Retail Trade                                                             | 746,7                |
| 22   | Robert Bosch Elektronika Kft.                   | Manufacturing                                                            | 693,5                |
| 23   | Robert Bosch Energy And Body Systems Kft.       | Manufacturing                                                            | 670,5                |
| 24   | OMV Hungaria Kft.                               | Wholesale Trade                                                          | 631,9                |
| 25   | Cloud Network Technology Kft.                   | Manufacturing                                                            | 621,9                |
| 26   | KITE Zrt.                                       | Agriculture, Forestry, Fishing and Hunting                               | 573,9                |
| 27   | E2 Hungary Zrt.                                 | Utilities                                                                | 505,6                |
| 28   | MAV Zrt.                                        | Transportation and Warehousing                                           | 503,4                |
| 29   | Opus Global Nyrt.                               | Real Estate and Rental and Leasing                                       | 499,5                |
| 30   | Viterra Hungary Kft.                            | Manufacturing                                                            | 444,0                |
| 31   | GE Hungary Kft.                                 | Manufacturing                                                            | 441,3                |
| 32   | Magyar Kozut Zrt.                               | Construction                                                             | 437,9                |
| 33   | Bunge Zrt.                                      | Manufacturing                                                            | 434,1                |
| 34   | MBH Nyrt.                                       | Finance and Insurance                                                    | 432,5                |
| 35   | Shell Hungary Zrt.                              | Utilities                                                                | 431,8                |
| 36   | MAV-START Zrt.                                  | Transportation and Warehousing                                           | 428,7                |
| 37   | Jabil Circuit Magyarorszag Kft.                 | Manufacturing                                                            | 415,9                |
| 38   | Phoenix Pharma Zrt.                             | Manufacturing                                                            | 413,5                |
| 39   | Continental Automotive Hungary Kft.             | Manufacturing                                                            | 413,1                |
| 40   | Porsche Hungaria Kft.                           | Retail Trade                                                             | 409,4                |
| 41   | Aldi Magyarorszag Elelmiszer Bt.                | Retail Trade                                                             | 402,3                |
| 42   | Robert Bosch Power Tool Kft.                    | Manufacturing                                                            | 399,5                |
| 43   | Penny-Market Kft.                               | Retail Trade                                                             | 393,4                |
| 44   | Nemzeti Utdijfizetesi Szolgaltato Zrt.          | Construction                                                             | 380,7                |
| 45   | Budapesti Eromu Zrt.                            | Utilities                                                                | 376,7                |
| 46   | MET Magyarorszag Zrt.                           | Utilities                                                                | 375,9                |
| 47   | Auchan Magyarorszag Kft.                        | Retail Trade                                                             | 345,3                |
| 48   | Valeo Siemens Eautomotive Hungary Kft.          | Manufacturing                                                            | 324,1                |
| 49   | Schaeffler Savaria Kft.                         | Manufacturing                                                            | 315,6                |
| 50   | Audax Renewables Kft.                           | Utilities                                                                | 304,2                |
| 51   | Market Epito Zrt.                               | Construction                                                             | 299,5                |
| 52   | HANKOOK TIRE Magyarorszag Kft.                  | Manufacturing                                                            | 297,0                |
| 53   | 4iG Nyrt.                                       | Professional, Scientific, and Technical Services                         | 287,7                |
| 54   | Volanbusz Zrt.                                  | Transportation and Warehousing                                           | 287,6                |
| 55   | BYD Smart Device Hungary Kft.                   | Manufacturing                                                            | 284,6                |
| 56   | Robert Bosch Automotive Steering Kft.           | Manufacturing                                                            | 283,7                |
| 57   | E.ON Aramszolgaltato Kft.                       | Utilities                                                                | 283,5                |
| 58   | ELMU-EMASZ Energiakereskedo Kft.                | Utilities                                                                | 280,6                |
| 59   | BC-Energiakereskedo Kft.                        | Utilities                                                                | 279,6                |
| 60   | Lear Corporation Hungary Kft.                   | Manufacturing                                                            | 278,4                |
| 61   | K&H Bank Zrt.                                   | Finance and Insurance                                                    | 274,1                |
| 62   | BKM Nonprofit Zrt.                              | Utilities                                                                | 274,0                |
| 63   | NI Hungary Kft.                                 | Manufacturing                                                            | 272,3                |
| 64   | Thyssenkrupp Components Technology Hungary Kft. | Manufacturing                                                            | 269,9                |
| 65   | SE-CEE Schneider Electric Kft.                  | Manufacturing                                                            | 267,0                |
| 66   | Denso Kft.                                      | Manufacturing                                                            | 259,5                |
| 67   | Waberer's International Nyrt.                   | Transportation and Warehousing                                           | 258,1                |
| 68   | Elmu Halozati Kft.                              | Utilities                                                                | 248,4                |
| 69   | SMR Automotive Mirror Technology Hungary Bt.    | Manufacturing                                                            | 242,1                |
| 70   | ZF Hungaria Kft.                                | Manufacturing                                                            | 241,2                |
| 71   | Nestle Hungaria Kft.                            | Manufacturing                                                            | 237,8                |
| 72   | Allianz Hungaria Zrt.                           | Finance and Insurance                                                    | 237,5                |
| 73   | Pannonia Bio Zrt.                               | Manufacturing                                                            | 234,3                |
| 74   | Oberbank AG Magyarorszagi Fioktelep             | Finance and Insurance                                                    | 234,0                |
| 75   | Erste Bank Hungary Zrt.                         | Finance and Insurance                                                    | 233,2                |
| 76   | Mercedes-Benz Hungaria Kft.                     | Retail Trade                                                             | 232,7                |
| 77   | BKK Zrt.                                        | Transportation and Warehousing                                           | 230,2                |
| 78   | Cargill Magyarorszag Zrt.                       | Manufacturing                                                            | 230,2                |
| 79   | Teva Gyogyszergyar Zrt.                         | Manufacturing                                                            | 223,4                |
| 80   | Duna Aszfalt Zrt.                               | Construction                                                             | 222,7                |
| 81   | Howmet-Kofem Kft.                               | Manufacturing                                                            | 216,3                |
| 82   | Telenor Magyarorszag Zrt.                       | Wholesale Trade                                                          | 215,7                |
| 83   | Alpiq Csepel Kft.                               | Utilities                                                                | 214,6                |
| 84   | COLOPLAST Hungary Kft.                          | Manufacturing                                                            | 208,1                |
| 85   | Nhkv Zrt.                                       | Administrative and Support and Waste Management and Remediation Services | 208,1                |
| 86   | Raiffeisen Bank Zrt.                            | Finance and Insurance                                                    | 204,7                |
| 87   | Media Markt Magyarorszag Kft.                   | Retail Trade                                                             | 204,5                |
| 88   | Dunamenti Eromu Zrt.                            | Utilities                                                                | 201,8                |
| 89   | FGSZ Zrt.                                       | Utilities                                                                | 198,4                |
| 90   | Valeo Auto-Electric Magyarorszag Kft.           | Manufacturing                                                            | 196,6                |
| 91   | Prysmian MKM Kft.                               | Manufacturing                                                            | 194,9                |
| 92   | Master Good Kft.                                | Manufacturing                                                            | 194,4                |
| 93   | UniCredit Bank Zrt.                             | Finance and Insurance                                                    | 192,6                |
| 94   | ELMU-EMASZ Energiaszolgaltato Zrt.              | Utilities                                                                | 192,0                |
| 95   | E.ON Eszak-Dunantuli Aramhalozati Zrt.          | Utilities                                                                | 187,5                |
| 96   | BAT Pecsi Dohanygyar Kft.                       | Manufacturing                                                            | 187,4                |
| 97   | MVM Paksi Atomeromu Zrt.                        | Utilities                                                                | 187,2                |
| 98   | Metro Kereskedelmi Kft.                         | Retail Trade                                                             | 185,5                |
| 99   | OBI Hungary Retail Kft.                         | Wholesale Trade                                                          | 184,4                |
| 100  | Hungrana Kft.                                   | Agriculture, Forestry, Fishing and Hunting                               | 179,5                |